# Franz Kobell

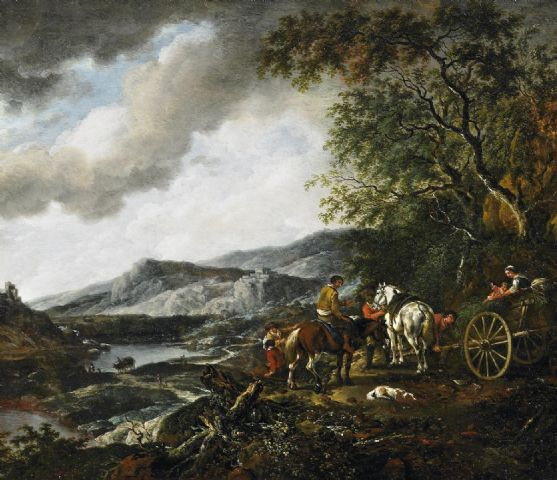
Weite Flußlandschaft mit Reisenden (178x)

Franz Innocenz Josef Kobell (* 23. November 1749 in Mannheim; † 14. Januar 1822 in München) war Maler, Radierer und Zeichner aus der Künstlerfamilie Kobell.

## Leben
Nach einer kaufmännischen Lehre in Mainz kehrte Kobell 1762 nach Mannheim zurück und wurde von seinem älteren Bruder Ferdinand Kobell in dem Entschluss bestärkt, sich einer künstlerischen Tätigkeit zu widmen. Er absolvierte seine Ausbildung an der Mannheimer Zeichnungsakademie, erhielt dann von Karl Theodor von der Pfalz eine Pension, die ihm einen Studienaufenthalt in Italien 1779–1784 ermöglichte, und verkehrte in Rom mit dem Maler Friedrich Müller und dem Bildhauer Alexander Trippel. Er stand auch mit Johann Wolfgang von Goethe in Austausch, dem er Tipps zur Anlage von Landschaftszeichnen gab und von dem er einen Auftrag für mehrere Zeichnungen erhielt, die sich heute in den Graphischen Sammlungen Weimar befinden. 1784 kehrte Kobell nach Deutschland zurück und ließ sich 1785 wie sein Bruder Ferdinand in München nieder, wohin der kurfürstliche Hof umgesiedelt war. Karl Theodor ernannte ihn zum Hofmaler.
In Anlehnung an Claude Lorrain und Nicolas Poussin malte Kobell Ideallandschaften. Es sind jedoch nur wenige Ölgemälde von ihm überliefert. Neben einigen Radierungen besteht sein heute bekanntes Werk aus tausenden landschaftlichen und architektonischen Feder- und Pinselzeichnungen. Besonders bemerkenswert sind seine seit der Zeit um 1800 entstandenen, monochromen Pinselzeichnungen mit Ansichten aus der Umgebung Münchens, in denen Kobell aus der Zeit fallende Abstraktionen der Naturformen vornahm, wie die Ausstellungen von 1997 und 2005 zeigten.
Franz Kobell starb 1822 im Alter von 72 Jahren in München.

## Grabstätte

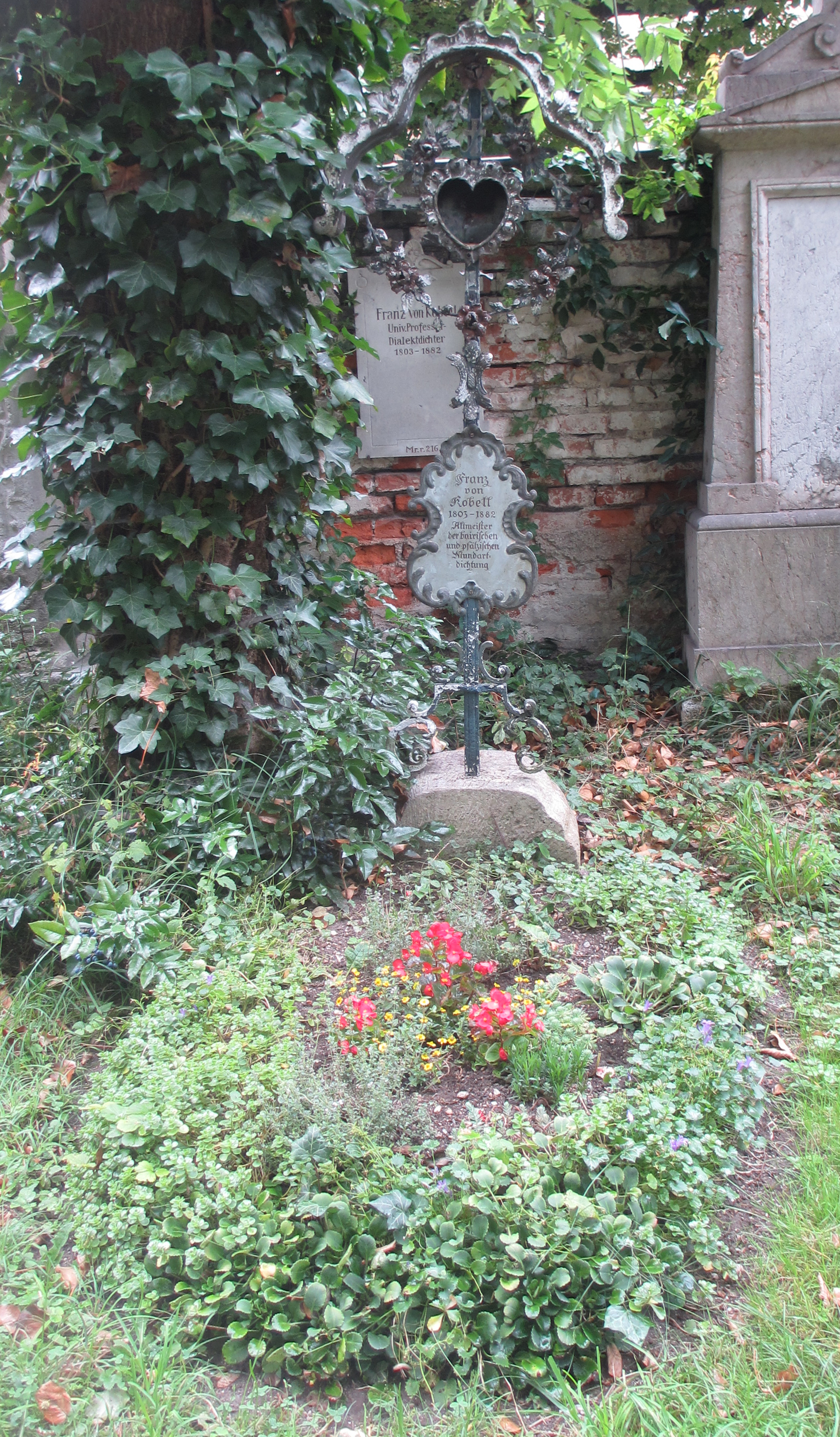
Grab von Franz Kobell auf dem Alten Südlichen Friedhof in München

Die Grabstätte von Franz Kobell befindet sich auf dem Alten Südlichen Friedhof in München (Mauer Rechts Platz 216 bei Gräberfeld 10) Standort.In dem Grab liegen weitere Verwandte der Familie Kobell:
- Ferdinand Kobell (1740–1799), Maler
- Egid von Kobell (1772–1847), Staatsrat
- Franz von Kobell (1803–1882), Mineraloge, Schriftsteller

sowie der Maler Georg Johann Christian Urlaub (1845–1914)